# 78 a.C.

## Eventos
- Marco Emílio Lépido e Quinto Lutácio Cátulo, cônsules romanos.
- Terceiro ano da Guerra de Sertório contra Metelo Pio e Pompeu na península Ibérica.
- Depois da morte de Sula, no início do ano, Lépido, aliado dos populares, tentou reverter as reformas dele, mas foi impedido por Cátulo. Ele tentou também impedir o funeral de Sula no Campo de Marte, mas Pompeu foi contra.

## Mortes
- Lúcio Cornélio Sula, no exílio voluntário